# Richard Riecken
Richard Riecken (* 28. September 1935 in Hamburg; † 12. September 2004) war ein deutscher Sportpädagoge und Hochschullehrer.

## Leben
Der im Hamburger Stadtteil Altona geborene Riecken kam 1942 während des Zweiten Weltkrieges im Rahmen der Kinderlandverschickung ins sächsische Großdrebnitz. Dort besuchte er bis 1950 die Grundschule, später absolvierte er im Sachsenwerk eine Lehre als Maschinenschlosser und schloss ein Studium an der Pädagogischen Hochschule in Leipzig an. Von 1954 bis 1960 war Riecken als Lehrer in Berlin tätig, unter anderem an der Kinder- und Jugendsportschule. Parallel dazu betrieb er Leichtathletik (Mittelstreckenlauf) und engagierte sich als Leichtathletiktrainer in den Vereinen Einheit Pädagogik sowie SC Dynamo Berlin.
1960 wurde Riecken Wissenschaftlicher Assistent an der Pädagogischen Fakultät der Humboldt-Universität zu Berlin, ab 1962 absolvierte er zudem ein Studium der Erziehungswissenschaft, welches er 1967 abschloss, 1971 erlangte er den Doktorgrad im selben Fach. 1972 wurde er an der Humboldt-Uni zum Wissenschaftlichen Oberassistenten befördert. 1975 weilte Riecken für einen Forschungsaufenthalt am Lehrstuhl für Didaktik der Universität Warschau, 1977 trat er an der Humboldt-Universität eine Stelle als Hochschullehrer für Didaktik an.
1979 wechselte Riecken an die Deutsche Hochschule für Körperkultur (DHfK) nach Leipzig und wurde dort im Arbeitsbereich Sportpsychologie/Sportpädagogik als Dozent für Sportpädagogik tätig. 1981 schloss er seine Habilitation ab (Thema: „Zur Förderung leistungsstarker Schüler im obligatorischen Unterricht der Mittel- und Oberstufe der allgemeinbildenden polytechnischen Oberschule“) und wurde ein Jahr später an der DHfK Professor für Sportpädagogik sowie Leiter des Wissenschaftsbereiches Sportpädagogik, nachdem dieser von der Sportpsychologie abgetrennt und in einen eigenen Bereich überführt worden war. Riecken leitete unter anderem das Autorenkollektiv, welches das in mehreren Auflagen erschienene Studienbuch „Sportpädagogik“ verfasste, und beschäftigte sich darüber hinaus mit Entwicklungsfragen der Sportpädagogik in der Deutschen Demokratischen Republik. Er war maßgeblich beteiligt, im Auftrage des UNESCO-Weltrates für Sportwissenschaft und Körpererziehung das 1983 abgehaltene Symposium „Sportpädagogik, Körpererziehung und Persönlichkeit“ in Potsdam vorzubereiten und zu veranstalten. Zu seinen Forschungsschwerpunkten zählten die Didaktik, die Struktur und Förderung pädagogischer Prozesse, Fördermaßnahmen für leistungsstarke Schüler sowie Aspekte der Talentförderung.
Nach dem Ende der DDR sowie der Abwicklung der DHfK gehörte Riecken zum Gründungsausschuss der Sportwissenschaftlichen Fakultät der Universität Leipzig, war an deren Vorbereitung und Einrichtung beteiligt und übernahm bei der Aufnahme des Betriebes 1993 die Professur für Sportpädagogik sowie die Leitung des Institutes für Sportpsychologie und Sportpädagogik. Von 1996 bis 1999 war Riecken Dekan der Sportwissenschaftlichen Fakultät. In den Jahren 1995 und 1996 leitete er das Forschungsprojekt „Beruflicher Werdegang von Absolventen des Diplomstudienganges Sportwissenschaft Leipzig“ sowie von 1996 bis 1998 das Projekt „Ansätze und Bedingungen für eine Umwelterziehung im Sportverein“. Riecken untersuchte die Herausforderungen der Wiedervereinigung aus sportlicher Hinsicht sowie in Bezug auf einen gesellschaftlichen Wertewandel. Er gehörte zu den Leitern des von 2000 bis 2004 durchgeführten Projektes „Analyse und Optimierung von Prozessen bei der Ausgestaltung der sportbetonten Schulen im Freistaat Sachsen zu Zentren der schulischen und sportlichen Förderung von talentierten Kindern und Jugendlichen im Leistungssport“.
Er engagierte sich als Vorsitzender des Fördervereins der Sportwissenschaftlichen Fakultät der Universität Leipzig und von 1998 bis 2003 als Chefredakteur der „Leipziger Sportwissenschaftlichen Beiträge“.